# 成川正明
成川 正明（なるかわ まさあき）は、日本の建築家。

## 経歴
- 1969年、日本大学理工学部建築学科卒業
- 1969年-1976年、菊竹清訓建築設計事務所に勤務。企画室長として個人住宅、商業施設、集合住宅等の設計及び企画に携わる。
- 1976年、成川建築研究所を設立
- 1979年、東京建築賞優秀賞
- 1982年、東京建築賞佳作
- 1983年-1993年、日本大学理工学部建築学科非常勤講師

## 代表作
- TWIN HOUSE
- 延徳寺増築工事
- DIAGONAL HOUSE